# Билет в один конец на Луну
«Билет в один конец на Луну» (пол. Bilet na Księżyc) — польский комедийный фильм с элементами роуд-муви 2013 года, снятый режиссёром Яцеком Бромским по собственному сценарию. В главных ролях снимались Филип Плавяк, Матеуш Косьцюкевич, Анна Пшибыльска и Божена Адамек.
Последний фильм с участием актрисы и модели Анны Пшибыльской, которая умерла в 2014 году от рака.

## Сюжет
Действие фильма происходит в Польской Народной Республике в 1969 году. Главного героя – Адама (Филип Плавяк) – призывают в армию. Ему предстоит прослужить 3 года на военно-морском флоте в Свиноуйсьце. Его старший брат Антек (Матеуш Косьцюкевич) отвозит его в армию на поезде. Во время путешествия они переживают множество приключений и заводят множество друзей, а Адам знакомится с прекрасной танцовщицей Роксаной (Анна Пшибыльска).

## В ролях
- Филип Плавяк — Адам Сикора
- Матеуш Косьцюкевич — Антоний «Антек» Сикора, брат Адама
- Анна Пшибыльская — Галина, эротическая танцовщица под псевдонимом «Роксана»
- Божена Адамек — мать Адама и Антека
- Лукаш Симлят — Лешек, милиционер
- Пётр Гловацкий — «Шрама», бывший сослуживец Антека
- Анджей Хыра — Барчик, капитан самолёта
- Томаш Дедек — полковник из призывной комиссии
- Збигнев Лесень — руководитель Дома Культуры
- Юзеф Павловский — парень в краковском парке
- Себастьян Станкевич — фарцовщик
- Мачей Миколайчик — Козловский, дежурный матрос
- Войцех Каларус — кондуктор в поезде до Тарнова
- Витольд Велинский — портье в «Альбатросе»

## Награды и номинации
Список наград приведён в соответствии с данными IMDb:
| Год  | Кинофестиваль                               | Премия/категория                  | Имя          | Результат |
| ---- | ------------------------------------------- | --------------------------------- | ------------ | --------- |
| 2013 | Гдыньский кинофестиваль                     | «Золотые Львы»                    | Яцек Бромски | Номинация |
| 2013 | Гдыньский кинофестиваль                     | Лучший сценарий                   | Яцек Бромски | Победа    |
| 2014 | Международный кинофестиваль в Санта-Барбаре | Лучший Восточно-европейский фильм | Яцек Бромски | Номинация |